# Zhoř (okres Tachov)
Zhoř (německy Weshor, též Weshorsch) je obec v okrese Tachov v Plzeňském kraji. Žije zde 178 obyvatel.

## Historie
První písemná zmínka o obci pochází z roku 1239.

## Obyvatelstvo
| Rok            | 1869 | 1880 | 1890 | 1900 | 1910 | 1921 | 1930 | 1950 | 1961 | 1970 | 1980 | 1991 | 2001 | 2011 | 2021 |
| -------------- | ---- | ---- | ---- | ---- | ---- | ---- | ---- | ---- | ---- | ---- | ---- | ---- | ---- | ---- | ---- |
| Počet obyvatel | 289  | 302  | 293  | 295  | 334  | 362  | 299  | 177  | 126  | 131  | 124  | 145  | 154  | 121  | 141  |
| Počet domů     | 52   | 56   | 55   | 56   | 54   | 55   | 55   | 50   | 32   | 33   | 30   | 30   | 32   | 35   | 37   |

## Obecní správa
Mezi lety 1850–1979 byla Zhoř obcí v okrese Stříbro (1869–1950) a později v okrese Tachov. Od 1. ledna 1980 do 23. listopadu 1990 patřila jako část města ke Kladrubům a od 24. listopadu 1990 je opět samostatnou obcí. V letech 1960–1979 k obci patřily Telice.

### Obecní symboly
Znak a vlajka byly obci uděleny rozhodnutím předsedy Poslanecké sněmovny Parlamentu České republiky dne 25. listopadu 2003.

## Pamětihodnosti
- Kaple Panny Marie